# Yoder (Wyoming)
Yoder é uma localidade  localizada no estado norte-americano de Wyoming, no Condado de Goshen.

## Demografia
Segundo o censo norte-americano de 2010, a sua população era de 151 habitantes.

## Geografia
De acordo com o United States Census Bureau tem uma área de 0,5 km², dos quais 0,5 km² cobertos por terra e 0,0 km² cobertos por água. Yoder localiza-se a aproximadamente 1298 m acima do nível do mar.